# بوبي سميث (لاعب كرة سلة)
بوبي سميث (20 أغسطس 1937 في الولايات المتحدة - ) (بالإنجليزية: Bobby Smith) هو لاعب كرة سلة أمريكي في مركز هجوم خلفي. لعب مع لوس أنجلوس ليكرز.

## وصلات خارجية
- بوبي سميث على موقع إن بي أي (الإنجليزية)
- بوبي سميث على موقع سبورتس رفرنس (الإنجليزية)
- بوبي سميث على موقع كلية كرة السلة في سبورتس رفرنس.كوم (الإنجليزية)
- بوبي سميث على موقع ريلجم (الإنجليزية)
- بوبي سميث على موقع بروبوليرز (الإنجليزية)